# Hinderdam
Hinderdam is een buurtschap in de gemeente Wijdemeren, in de Nederlandse provincie Noord-Holland. Het ligt aan de rivier de Vecht, ongeveer twee kilometer ten noorden van Nederhorst den Berg.
Hinderdam telde 70 inwoners in 2007. De naam is ontleend aan een dam met sluizen die hier in 1437 op de grens van Utrecht en Holland door de bisschop van Utrecht werd aangelegd.